# Dombaï
Le Dombaï (géorgien : დომბაი-ულგენი ; en karatchaï-balkar : Доммай ёлген ; en russe : Домбай) est un sommet du Grand Caucase, à la frontière de la république autonome d'Abkhazie en Géorgie et de la république de Karatchaïévo-Tcherkessie en Russie. Ce sommet culmine à 4 046 mètres d'altitude, ce qui en fait le plus élevé d'Abkhazie. C'est sur son versant russe que se trouvent les sources de la rivière Téberda.
Il est composé de gneiss, de formations de micaschiste cristallisé et de granite. Il est recouvert au sommet de neige éternelle et de glaciers.
Depuis le sud-ouest, on distingue bien son pic occidental (4 036 m), son pic principal (4 046 m) et son pic oriental (3 950 m). Il fait partie de la réserve naturelle de Teberda.
La station de sports d'hiver russe Dombaï se trouve à ses pieds.